# Země císaře Viléma
Země císaře Viléma (německy Kaiser-Wilhelmsland) byla částí Německé Nové Guineje (německy Deutsch-Neuguinea). Území bylo pojmenováno na počest německého císaře a pruského krále Viléma II. a rozkládalo se na severovýchodní části dnešní Papui Nové Guineje. Mezi lety 1884 a 1918 bylo kolonií Německého císařství.
Většina německých osadníků v Zemi císaře Viléma byla vlastníky plantáží, horníci a státní úředníci a počet evropských přistěhovalců nebyl nikdy příliš vysoký. V roce 1885 se v zemi pohybovali také katoličtí a luteránští misionáři.
Území kolonie nebylo Němci nikdy zcela prozkoumáno, přestože v roce 1914 byla vyslána expedice s úkolem prozkoumat a zmapovat vnitrozemí. Luteránští misionáři byla často prvními Evropany zkoumajícími vnitrozemí a objevovali různé druhy fauny a flóry.

## Historie

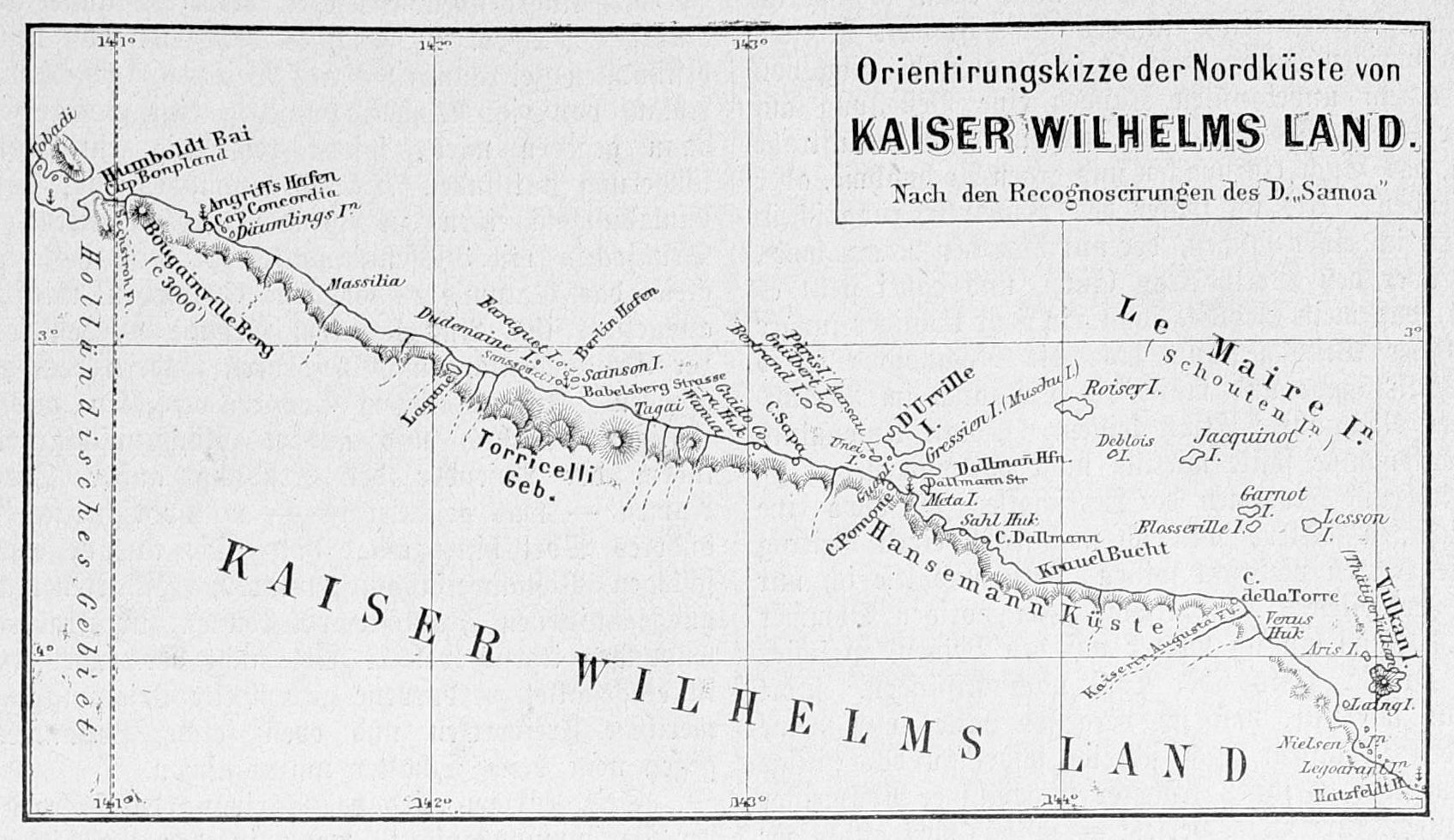
Mapa pobřeží v roce 1887

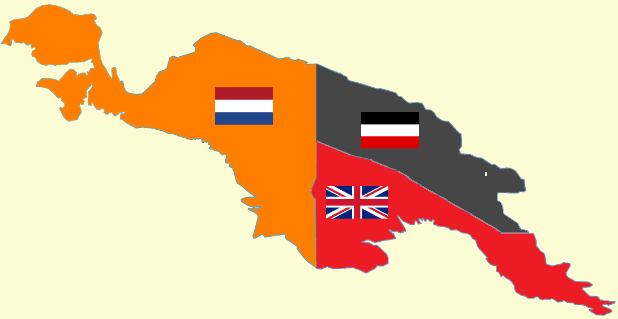
Koloniální rozdělení ostrova Nové Guineje: Země císaře Viléma, Britská Nová Guinea (1884–1905, do roku 1975 pak Teritorium Papua), Holandská Nová Guinea (1898–1949/62)

Pobřeží severní a východní části ostrova Nové Guineje bylo poprvé zmapováno na počátku 17. století. Němečtí kartografové se zaměřovali hlavně na pobřežní oblasti a povodí řek, kde byly zakládány plantáže. Hranice mezi Papuou a Zemí císaře Viléma byla ustanovena společnou britsko-německou expedicí; vnitrozemí nebylo zmapováno.
V roce 1884 byla v Berlíně založena obchodní společnost „Německá Novoguinejská společnost“ (německy Neuguinea-Kompagnie). Jejím zakladatelem byl Adolph von Hansemann, významný německý bankéř z Cách. Hlavním cílem a předmětem činnosti společnosti bylo získání území v Pacifiku a následný ekonomický rozvoj území. S vědomím kancléře Otto von Bismarcka byla vypravena expedice pod vedením ornitologa a výzkumníka Dr. Otta Finsche. Jeho úkolem bylo vybrat místo pro plantáže na severovýchodním pobřeží Nové Guineje a založení obchodních stanic. Jeho vliv se brzy rozšířil na celý severovýchod Nové Guineje a některé ostrovy při pobřeží.

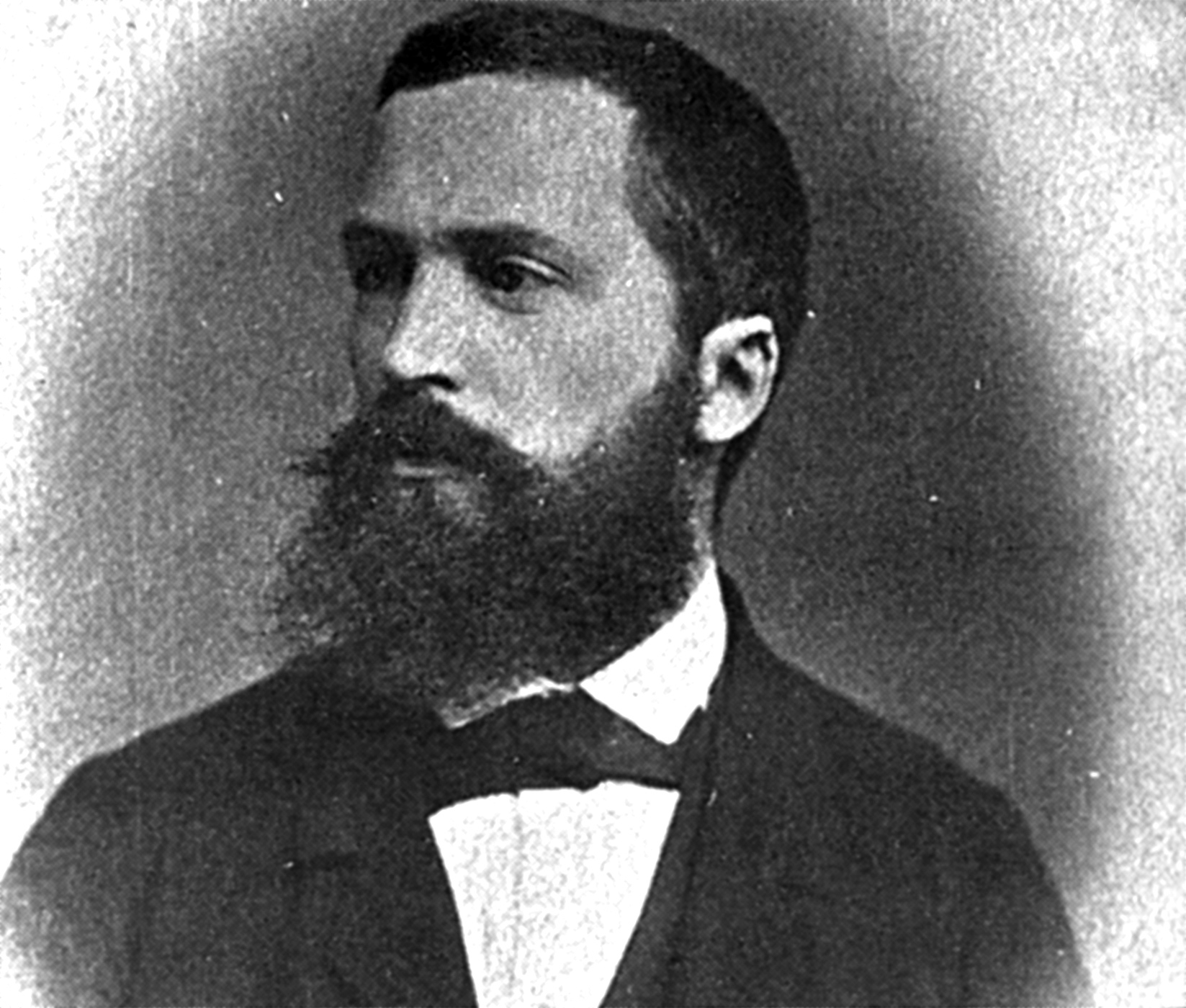
Dr. Otto Finsch (1839-1917)

Expedice Německé Novoguinejské společnosti vyplula ze Sydney na Novou Guineu na parolodi Samoa. Kapitánem lodi byl Eduard Dallmann. Kancléř Bismarck zavedl německý protektorát nad severovýchodní částí Nové Guineje a Bismarckovým souostrovím 19. srpna 1884.
V letech 1885 a 1887 založil Johann Flier misie v Simbangu a ostrově Timba. Po epidemiích malárie v letech 1889 a 1891, která zabila téměř polovinu evropského obyvatelstva na u Finschhafenu se většina Evropanů přesunula do Friedrich Wilhemshafenu (nyní Madang). Flierl založil misii v Sattelbergu, na vysočině 700m nad mořem v letech 1890 a 1891 a vybudoval silnici dlouhou cca 24 kilometrů do přístavu Finschhafenu. Tato silnice zkrátila cestu ze tří dnů na pět hodin.
Německá koloniální správa na Nové Guineji trvala 30 let. Prvních patnáct let byla kolonie spravována soukromou společností pod dohledem státu po vzoru Nizozemské Východoindické společnosti, ale s menší úspěšností. V letech 1899 až 1914 byla Nová Guinea řízena guvernérem. Po této změně byl guvernérovým prvořadým úkolem rychlý ekonomický rozvoj založený na plantážích.

## Zánik
Po vypuknutí 1. světové války v roce 1914 obsadily australské jednotky Zemi císaře Viléma. Podepsáním Versailleské smlouvy ztratilo Německo své veškeré kolonie včetně Německé Nové Guineje, jejíž součástí byla Země císaře Viléma. 17. prosince 1920 bylo ustanoveno mandátní území Společnosti národů jménem Teritorium Nová Guinea. Toto území spadalo pod správu Austrálie.